# Passage du Retrait
Le passage du Retrait est une voie du 20e arrondissement de Paris, en France.

## Situation et accès
Le passage du Retrait est situé dans le 20e arrondissement de Paris. Il débute au 34, rue du Retrait et se termine au 295, rue des Pyrénées.

## Origine du nom
Il y avait autrefois sur cet emplacement un vignoble appelé clos de Ratrait qui s'étendait sur les pentes sud du coteau de Ménilmontant. Ce nom fut altéré au cours du temps et la dénomination officielle est devenue « Retrait ».

## Historique
Cette ancienne voie privée dénommée précédemment « impasse Sainte-Marie » a pris sa dénomination actuelle par un arrêté du 1er février 1877 et a été ouverte à la circulation publique par un arrêté du 23 juin 1959.